# بورصة كازاخستان
بورصة كازاخستان (KASE) هي بورصة تقع في ألماتي العاصمة القديمة لكازاخستان. تأسست البورصة في عام 1993.

## وصلات خارجية
- الموقع الرسمي لبورصة كازاخستان www.kase.kz
- الرابطة الدولية لتبادل بلدان رابطة الدول المستقلة (الموقع باللغة الروسية فقط) www.mab.micex.ru
- الاتحاد العالمي للتبادلات (WFE) www.world-exchanges.org
- الموقع الرسمي لاتحاد البورصات الأوروبية الآسيوية (FEAS) www.feas.org
- قسم خدمات المعلومات المالية برابطة صناعة البرمجيات والمعلومات (SIIA / FISD ) www.siia.net
- جمعية المؤسسات المالية في كازاخستان (AFK)
- الموقع الرسمي لشركة KASE الفرعية - eTrade.kz LLP
- الموقع الرسمي لشركة KASE الفرعية - IAFM "IRBIS"
- محاكاة التداول KASE